# Juan José López
Juan José López (Ciudadela, 31 ottobre 1950) è un allenatore di calcio ed ex calciatore argentino, di ruolo centrocampista.

## Palmarès

### Giocatore

#### Competizioni nazionali
- Campionato argentino: 9

River Plate: Metropolitano 1975, Nacional 1975, Metropolitano 1977, Metropolitano 1979, Nacional 1979, Metropolitano 1980, Nacional 1981
Argentinos Juniors: Metropolitano 1984, Nacional 1985

#### Competizioni internazionali
- Coppa Libertadores: 1

Argentinos Juniors: 1985